# Matthias Lilienthal
Matthias Lilienthal (* 21. Dezember 1959 in Berlin) ist ein deutscher Dramaturg und designierter Intendant der Volksbühne Berlin.

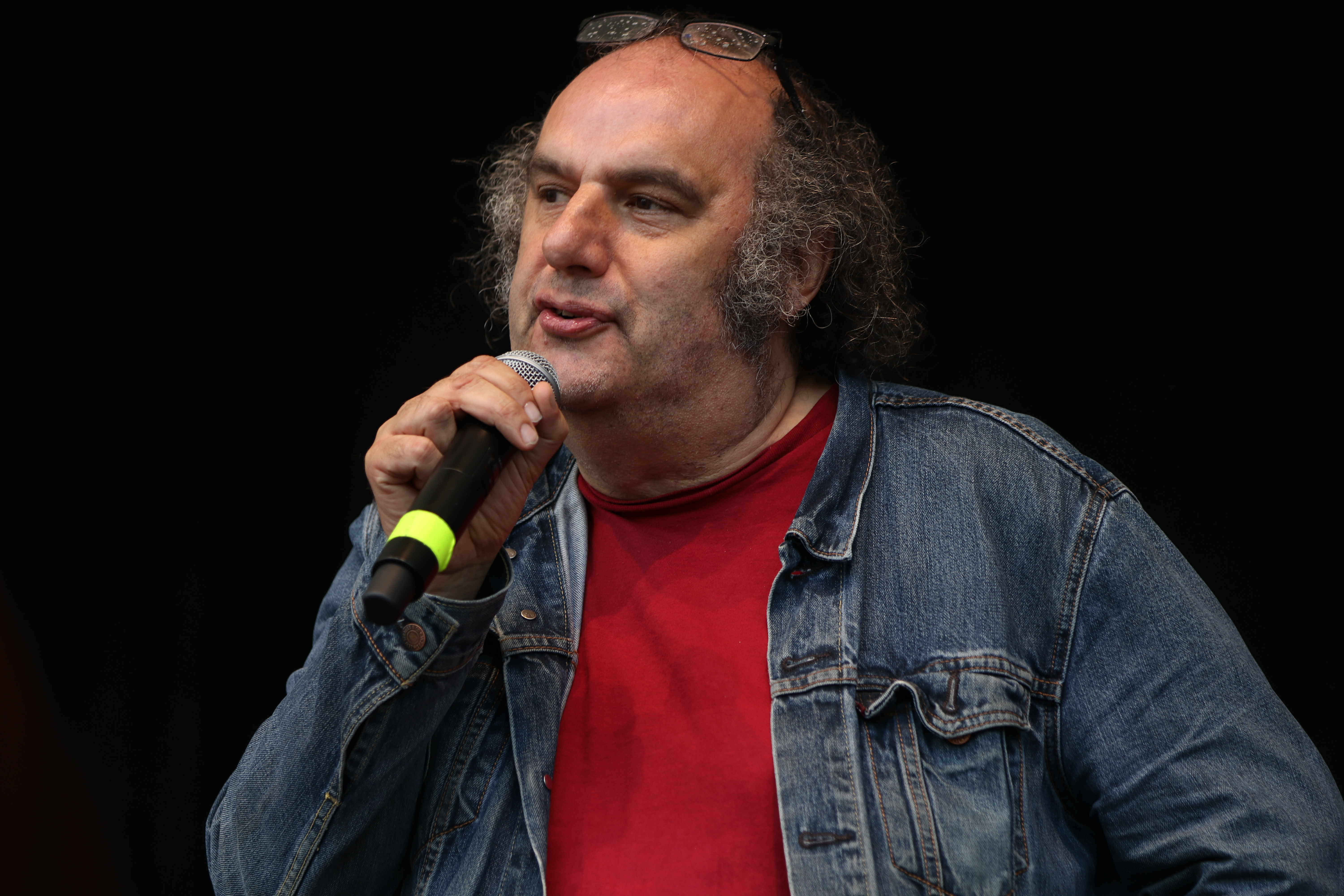
Matthias Lilienthal, 2018

## Leben und Arbeiten
Lilienthal wuchs als zweites von drei Kindern in Berlin-Neukölln auf. Nach dem Abitur am Berliner Evangelischen Gymnasium zum Grauen Kloster (1978) studierte er Geschichte, Germanistik und Theaterwissenschaft an der FU Berlin, brach das Studium aber nach zehn Jahren ab.

### Mitte der 1980er Jahre – 2002
Mitte der 1980er Jahre arbeitete Lilienthal als freier Journalist für die taz, die zitty und die Süddeutsche Zeitung; anschließend war er Regieassistent von Achim Freyer am Wiener Burgtheater. Von 1988 bis 1991 war er unter Intendant Frank Baumbauer Dramaturg am Theater Basel, an dem er mit dem damals noch unbekannten Christoph Marthaler arbeitete und versuchte, Baumbauer davon zu überzeugen, Frank Castorf nach Basel zu holen. Als Castorf ihm ein Angebot machte, wechselte Lilienthal an die Volksbühne Berlin unter Castorfs Intendanz und war dort bis 1998 Chefdramaturg und stellvertretender Intendant. Im Jahr 2002 war er Programmdirektor des Festivals Theater der Welt im Rheinland. Er ist zudem der Initiator des mittlerweile international aufgeführten Projekts X Wohnungen.

### 2003–2014: Berlin, Beirut, Mannheim
Im September 2003 wurde Lilienthal künstlerischer Leiter und Geschäftsführer der Hebbel-Theater GmbH (HAU) in Berlin. Im August 2010 teilte er mit, dass er seinen Vertrag nicht über 2012 hinaus verlängern werde. Stattdessen arbeitete er seit Herbst 2012 zehn Monate lang mit jungen Künstlern in Beirut. Die Juroren der Zeitschrift Theater heute wählten das HAU 1 unter Lilienthals Leitung zum Theater des Jahres 2012. 2014 leitete er das internationale Festival „Theater der Welt“ in Mannheim.

### 2015–2020: München
Seit der Spielzeit 2015/2016 war Matthias Lilienthal Intendant der Münchner Kammerspiele und damit Nachfolger von Johan Simons. Für seine Intendanz kündigte er die Einbeziehung „freier Gruppen beziehungsweise bestimmter Ästhetiken der freien Szene ins Stadttheater“ und die Zusammenarbeit mit Theaterkollektiven wie She She Pop, Rimini Protokoll und Gob Squad an.
Bereits vor Beginn der Spielzeit rief Lilienthal eine weltweite Ausschreibung für die Kunstaktion Shabbyshabby Apartments aus: Im Herbst 2015 standen vier Wochen lang 24 provisorische Hütten und Häuschen an zentralen Orten in der Stadt, bevorzugt an Plätzen, die für hohe Mietpreise stehen wie etwa die Maximilianstraße. Diese Unterkünfte konnte man jeweils für 35 Euro pro Person und Nacht inklusive Frühstück in der Theaterkantine 2015 mieten. Mit dem Projekt sollte auf die hohen Mietpreise Münchens aufmerksam gemacht werden. Die Aktion wurde von Benjamin Foerster-Baldenius und Axel Timm vom „raumlaborberlin“ organisiert. Mit Foerster-Baldenius hat Lilienthal 2014 bereits ein sehr ähnliches Projekt mit dem Titel Hotel Shabbyshabby am Nationaltheater Mannheim durchgeführt.
Im März 2018 wurde bekannt, dass Lilienthal für seinen bis 2020 dauernden Vertrag an den Kammerspielen keine Verlängerung anstreben wird. Im Sommer 2019 kürten jedoch Kritiker die Kammerspiele zum Theater des Jahres, Christopher Rüpings "Dionysos Stadt" wurde beste Inszenierung, weitere Preise gab es für Schauspiel, Bühnenbild und Nachwuchsschauspiel. Das Berliner Theatertreffen lud Produktionen der Kammerspiele ein.
Zum Abschied der Intendanz von Lilienthal wurde „wegen Corona“ das Münchner Olympiastadion bespielt. Der japanische Regisseur Toshiki Okada inszenierte mit „Opening Ceremony“ eine einstündige Performance mit dem Kammerspiele-Ensemble. Die Premiere am 11. Juli 2020 sei „ein versponnen-poetisches Stück“, das auf die im diesjährigen Sommer wegen Corona ausgefallenen Olympischen Spiele in Japan anspiele, was die meisten Theaterkritiker von FAZ über Süddeutsche Zeitung bis taz überwiegend wohlwollend besprachen. Für die letzte Spielzeit unter Lilienthals Intendanz wurden die Münchner Kammerspiele erneut zum „Theater des Jahres“ gewählt. Der "anfangs noch holprige Versuch, ein Stadttheater mit einem internationalen Produktionshaus zu kreuzen", habe "immer reichere Früchte getragen", schreibt das auszeichnende Fachmagazin Theater heute.

### Einflüsse und Theaterkonzeption
Als seine beeindruckendste Theatererfahrung bezeichnete Lilienthal die Inszenierung Winterreise im Olympiastadion von Klaus Michael Grüber, die er 1977 in Berlin sah, „300 Zuschauer bei minus 20 Grad schlotternd im Olympiastadion“. Auf die Frage nach wichtigen Lehrmeistern nannte Lilienthal Frank Castorf, Christoph Marthaler, Frank Baumbauer, Wilfried Schulz und die Freundschaft zu Christoph Schlingensief.
Lilienthal sieht Theater nicht als elitären Raum, sondern als Ort für Reflexion und Begegnung, der die Themen einer Stadt aufgreift und sie wieder in die Straßen zurückspielt, als „Labor zum Ausprobieren urbanen Lebensraums“.

### Mitgliedschaft
Lilienthal ist seit 1999 Mitglied der Akademie der Künste.